# Carpathobyrrhulus brevis
Carpathobyrrhulus brevis là một loài bọ cánh cứng trong họ Byrrhidae. Loài này được Wooldridge miêu tả khoa học năm 1986.